# Forest Park (Illinois)
Forest Park é uma aldeia localizada no estado americano de Illinois, no Condado de Cook.

## Demografia
Segundo o censo americano de 2000, a sua população era de 15.688 habitantes.
Em 2006, foi estimada uma população de 15.329, um decréscimo de 359 (-2.3%).

## Geografia
De acordo com o United States Census Bureau tem uma área de 6,3 km², dos quais 6,3 km² cobertos por terra e 0,0 km² cobertos por água.

## Localidades na vizinhança
O diagrama seguinte representa as localidades num raio de 4 km ao redor de Forest Park.